# Karl Kollmann (Sozialwissenschaftler)
Karl Kollmann (* 13. Juli 1952 in Heidenreichstein; † 5. September 2019 in Baden bei Wien) war ein österreichischer Soziologe und Wirtschaftswissenschaftler. Er forschte und publizierte insbesondere zu den Themen Verbraucherpolitik und Verbraucherschutz, Haushalts- und Konsumökonomie und neue Technologien.

## Leben
In der Kindheit lebte Kollmann in Niederösterreich, Oberösterreich und kurzzeitig in Tirol. In seiner Jugend besuchte er die Höhere Technische Lehranstalt in Linz, an der er im Fachbereich Elektrotechnik maturierte. Während der Schulzeit fand seine erste kritische Auseinandersetzungen mit Gesellschaftstheorie statt. Sein Interesse für alternative Literatur führte in dieser Zeit zur Herausgabe der Gegenkultur-Literaturzeitschrift „Pot“.
Während seines Diplomstudiums der Soziologie und anschließendem Doktoratsstudium in Linz erstellte er diverse literarische Beiträge, z. B. in Gasolin 23.
Sein beruflicher Weg führte ihn vom Verein für Konsumenteninformation (VKI) zur Kammer für Arbeiter und Angestellte (AK), wo er ab 2002 bis zu seiner Pensionierung 2012 stellvertretender Abteilungsleiter der Abteilung Konsumentenpolitik war. Bis Ende 2018 war er Vorsitzender des Verbraucherrats beim Austrian Standards International.
Kollmann habilitierte sich 1992 an der Wirtschaftsuniversität Wien und war Träger des Berufstitels Universitätsprofessor, lehrte Konsumwirtschaftliche Warenlehre auch an der Universität Wien.
Er verfasste eine Vielzahl an wissenschaftlichen und journalistischen Beiträgen in Zeitungen, Zeitschriften, Fachjournalen und Online-Zeitschriften (z. B. Telepolis oder Streifzüge) und war Mitherausgeber des Jahrbuchs für Nachhaltige Ökonomie (Metropolis-Verlag) und der Reihe Kritische Verbraucherforschung (Springer VS).

## Schriften (Auswahl)

### Literarische Werke
- Mit fremdem Atem. Verlag Nachtmaschine, Basel 1978, ISBN 3-85816-003-2.
- Briefe über die Sprache. (Mit Bernd Mattheus), Matthes und Seitz, München 1978, ISBN 978-3-88221-204-4.
- ausgeschrieben. Maro Verlag, Augsburg 2011, ISBN 978-3-87512-292-3.

### Sachbücher
- Einführung in die Konsumökonomie. Konsumwirtschaftliche Warenlehre. Schriftenreihe des Instituts für Technologie und Warenwirtschaftslehre der Wirtschaftsuniversität Wien. Druck: Servicebetrieb der Hochschülerschaft an der Wirtschaftsuniversität, Wien 1993.
- Neuorientierte Verbraucherpolitik. Verlag Österreich, 1993, ISBN  978-3-7046-0415-6.
- gemeinsam mit Monika Lindner: Wir lassen uns nicht für dumm verkaufen. Das ABC für schlaue Konsumenten. Orac Verlag, Wien 1. April 1997, ISBN 978-3-7015-0311-7.
- Eine Klarstellung zu „Sharing Economy“. In: Jahrbuch nachhaltige Ökonomie. Nr. 5, S. 179–200, Metropolis-Verlag, 2016/17, ZDB-ID 2637488-2.
- Mächte des Marktes. (Mit Manfred Schmutzer) Verlag Österreich, 2007, ISBN   978-3-7046-5097-9.
- Benötigt die Verbraucherpolitik eine Verbrauchertheorie? In: Wirtschaft und Gesellschaft, Band 36 Nr. 1, S. 79–93, Arbeiterkammer Wien, 2010, ISSN 0378-5130.[11]
- „Die neuen Biedermenschen“. Von der 68er-Rebellion zum linksliberalen Establishment. Promedia Verlag, Wien 2020, ISBN 978-3-85371-469-0.